# Acraea lumiri
Acraea lumiri är en fjärilsart som beskrevs av Bethune-Baker 1908. Acraea lumiri ingår i släktet Acraea och familjen praktfjärilar. Inga underarter finns listade i Catalogue of Life.